# Enoch (Satellit)
Enoch war ein Weltraumkunstwerk des US-amerikanischen Konzeptkünstlers Tavares Strachan und des Los Angeles County Museum of Art (LACMA). Es handelte sich um eine circa 20 Zentimeter hohe goldene Kanope, auf deren Deckel eine Büste des US-amerikanischen Militärpiloten und Astronautenanwärters Robert Henry Lawrence Jr. (1935–1967) angebracht war. Das Gefäß kreiste ab dem 3. Dezember 2018 als Satellit in einer polaren Umlaufbahn um die Erde, bis es am 21. Dezember 2021 in die Erdatmosphäre eintrat und verglühte. Eine Kopie des Satelliten ist im LACMA ausgestellt.

## Ausführung
Die Kanope bestand aus 24-karätigem Gold und war fest in einem mattschwarzen Transportrahmen montiert. Der Rahmen hatte 3U-Cubesat-Format, das heißt, er war 34 × 10 × 10 Zentimeter groß. Er besaß drei Außenflächen, die mit Radarreflektoren versehen waren, um den Satelliten besser orten zu können. Außerdem war daran ein Cubit-Identifikator angebracht – ein kleiner Funksender, der ein Erkennungssignal ausstrahlt. Ansonsten war der Satellit passiv, er besaß keine weitere Elektronik und keinen Antrieb.
Es wurden drei identische Exemplare dieses Objekts angefertigt. Eines davon wurde für die notwendigen Qualifikationstests vor dem Raumflug verwendet, bei denen der Satellit zum Beispiel heftigen Vibrationen ausgesetzt wird, um den Raketenstart zu simulieren. Ein zweites Exemplar wurde tatsächlich ins All gebracht, und das dritte dient als Ausstellungsobjekt.

## Hintergrund

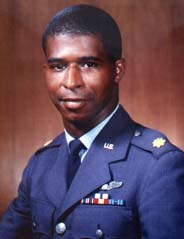
Robert Henry Lawrence Jr.

Robert Henry Lawrence Jr. wurde als Astronaut ausgebildet, kam jedoch bei einem Landeunfall mit einem Starfighter ums Leben, bevor sich für ihn die Möglichkeit eines Raumflugs ergab. Es dauerte lange, bis er schließlich dennoch als Astronaut anerkannt wurde, was von Kritikern auch als Rassismus gegenüber dem ersten afroamerikanischen Astronautenanwärter interpretiert wurde. So wurde sein Name zum Beispiel nicht auf dem Denkmal „Fallen Astronaut“ erwähnt, das 1971 mit der Apollo-15-Mission auf den Mond gebracht wurde.
Die Absicht des Künstlers Tavares Strachan bestand nach eigener Aussage darin, statt des nicht stattgefundenen Raumflugs die Seele von Lawrence in den Weltraum zu bringen. Als „Transportverpackung“ für die Seele wählte er mit der Kanope ein Gefäß, das im alten Ägypten zur Aufbewahrung körperlicher Überreste von Verstorbenen diente. In einem Shintō-Schrein in Japan ließ er die Kanope zum „Behälter der Seele“ von Lawrence erklären.
Die Idee zur Durchführung des Projekts soll 2014 bei einem Treffen von Strachan und Gwynne Shotwell, der Präsidentin des US-Raumfahrtunternehmens SpaceX, entstanden sein. SpaceX ist ein Sponsor des LACMA Art + Technology Lab, das wiederum das Weltraumkunstwerk finanzierte.

## Missionsverlauf
Enoch wurde am 3. Dezember 2018 mit dem Rideshare-Flugs SSO-A auf einer Falcon-9-Rakete von SpaceX ins All gebracht. Mit an Bord waren 63 weitere Satelliten, darunter auch das letztlich gescheiterte Weltraumkunstwerk Orbital Reflector.
Nach dem Start kam es zu einigen Komplikationen beim Identifizieren der 64 neuen Satelliten, das nicht in allen Fällen gelang. Enoch wurde jedoch innerhalb eines Monats dank seiner Cubit-Signatur erkannt. Der Satellit befand sich in einer leicht elliptischen Bahn in zuerst knapp 600 Kilometern Höhe. Durch Reibung an der dort noch sehr dünn vorhandenen Atmosphäre (der Exosphäre) senkte sich die Bahn über Jahre hinweg allmählich ab, bis Enoch am 21. Dezember 2021 in die Erdatmosphäre eintrat und verglühte.